# Vincent Le Dauphin
Vincent Le Dauphin (né le 28 juin 1976 à Saint-Brieuc) est un athlète français de 1,91 m pour 71 kg. Sa spécialité est le 3000 mètres steeple. Il est maintenant professeur de sport dans les établissements scolaires.

## Palmarès
- 1995 : Vice-champion de France junior
- 1997 : Vice-champion d'Europe espoir
- 1998 : 1/2 finaliste championnat d'Europe
- 1999 : Championnat du monde - Séville
- 2003 : Championnat du monde - Saint-Denis - éliminé en séries
- 2004 : JO d'Athènes - 10e
- 2005 : Coupe d'Europe - Florence - 3e
- 2006 : Championnat du monde en salle - Moscou - 14e
- 2006: championnat d’Europe : rupture du tendon d’Achille

6 titres de champion de France